# Michael Korrel
Michael Korrel (* 27. Februar 1994 in Vianen) ist ein niederländischer Judoka. 2019 und 2022 gewann er eine Bronzemedaille bei den Weltmeisterschaften, 2022 wurde er Europameister.

## Sportliche Karriere
Michael Korrel kämpfte von 2011 bis 2014 im Mittelgewicht, der Gewichtsklasse bis 90 Kilogramm. 2011 war er Fünfter der U20-Weltmeisterschaften. 2012 war er hinter dem Russen Chussein Chalmursajew Zweiter der U20-Europameisterschaften. Im gleichen Jahr gewann er gegen Noël van ’t End den niederländischen Meistertitel. 2013 erkämpfte Korrel wie im Vorjahr die Silbermedaille bei den U20-Europameisterschaften, diesmal hinter dem Georgier Beka Ghwiniaschwili. 2014 gewann Korrel hinter dem Russen Kasbek Sankischijew Silber bei den U23-Europameisterschaften.
Seit 2015 kämpft der 1,83 m große Korrel im Halbschwergewicht, der Gewichtsklasse bis 100 Kilogramm. In dieser Gewichtsklasse war er 2015, 2016 und 2017 niederländischer Meister. Bei den Europameisterschaften 2016 in Kasan unterlag er im Viertelfinale dem Belgier Toma Nikiforov, mit Siegen über den Iren Benjamin Fletcher und den Österreicher Christoph Kronberger erkämpfte er eine Bronzemedaille. Bei den Olympischen Spielen 2016 trat Henk Grol für die Niederlande im Halbschwergewicht an. 2017 gewann Korrel das Grand-Slam-Turnier in Baku. Bei den Europameisterschaften 2017 in Warschau bezwang er im Viertelfinale Kasbek Sankischijew, verlor aber im Halbfinale gegen den Franzosen Cyrille Maret, im Kampf um Bronze unterlag er dem Russen Kirill Denissow. Vier Monate später bei den Weltmeisterschaften in Budapest gewann er im Viertelfinale gegen Toma Nikiforov. Im Halbfinale verlor er gegen den Japaner Aaron Wolf und im Kampf um Bronze unterlag er wieder Kirill Denissow. Anfang 2018 bezwang Korrel im Finale des Grand-Slam-Turniers von Paris den Südkoreaner Cho Gu-ham, gegen den er ein halbes Jahr später im Viertelfinale der Weltmeisterschaften 2018 in Baku verlor, wo er den siebten Platz belegte.
Im Mai 2019 siegte Korrel beim Grand-Slam-Turnier in Baku. Im Juni schied er bei den im Rahmen der Europaspiele 2019 in Minsk ausgetragenen Europameisterschaften in der ersten Runde gegen den Weißrussen Daniel Mukete aus. Bei den Weltmeisterschaften 2019 in Tokio unterlag Korrel im Viertelfinale Elmar Gasimov aus Aserbaidschan. In der Hoffnungsrunde bezwang er den Georgier Warlam Liparteliani, den Kampf um Bronze gewann Korrel gegen Cho gu-ham. 2021 gewann Korrel das Grand-Slam-Turnier in Tel Aviv. Bei den Weltmeisterschaften 2021 in Budapest bezwang er im Viertelfinale den Franzosen Alexandre Iddir. Nach Niederlagen gegen den Portugiesen Jorge Fonseca und den Georgier Warlam Liparteliani belegte Korrel den fünften Platz. Anderthalb Monate später schied Korrel bei den Olympischen Spielen in Tokio im Achtelfinale gegen den Deutschen Karl-Richard Frey aus.
2022 erreichte Korrel das Finale beim Grand-Slam-Turnier in Tel Aviv, dort unterlag er dem Georgier Ilia Sulamanidse. Zwei Monate später kämpfte sich Korrel in das Finale bei den Europameisterschaften in Sofia und gewann die Goldmedaille mit einem Sieg über den Polen Piotr Kuczera. Ein halbes Jahr danach erhielt Korrel eine Bronzemedaille bei den Weltmeisterschaften in Taschkent. Nachdem er im Halbfinale gegen den Usbeken Muzaffarbek Turoboyev verloren hatte, besiegte Korrel im Kampf um den dritten Platz den Georgier Ilia Sulamanidse. 2023 siegte Korrel beim Grand Slam in Paris. Bei den Weltmeisterschaften 2023 in Doha gewann Korrel Bronze mit der Mannschaft. Bei der im Rahmen der Europaspiele 2023 ausgetragenen Team-Europameisterschaft gewannen das niederländische Mixed-Team ebenfalls Bronze. Bei den Europameisterschaften in Zagreb im April 2024 gewann Korrel im Kampf um Bronze gegen den Aserbaidschaner Zelym Kotsoiev. Bei den Olympischen Spielen 2024 in Paris belegte Korrel den siebten Platz, mit der Mannschaft schied er im Achtelfinale aus.